# Trubadúr

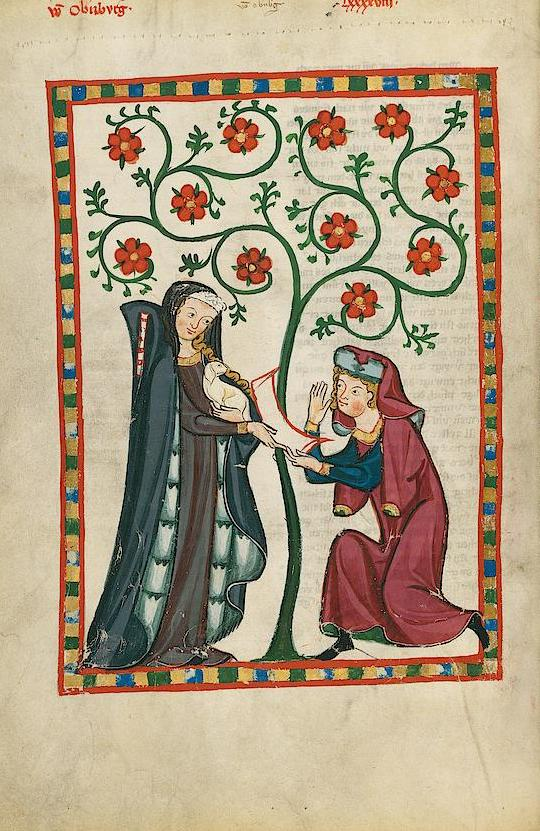
Középkori trubadúr és a szíve hölgye a Codex Manesse (Nagy Heidelbergi Daloskönyv) illusztrációja

Trubadúr volt a neve a középkori provanszál irodalomban az olyan költőnek, aki ellentétben a fizetésért éneklő dalosokkal, a jongleurökkel, a költészetet csupán kedvtelésből művelte. Az elnevezés az okcitán (régen: provanszál) trobar azaz ’találni’ szóból származik, minthogy a trubadúr „kitalálta” a költeményeket. Esetenként a trubadúrnak jongleurök is álltak szolgálatában vagy maga a trubadúr is rászorulhatott arra, hogy szerzeményeit értékesítse. Legtöbbjük az alsóbb nemességhez tartozott és a hercegek és nagyurak jóvoltából éldegéltek, akik maguk is művelték a költészetet. Az albigens háborúk (1210) a trubadúrköltészet végét jelentették, mivel a Simon de Montfort által vezetett keresztesek feldúlták egész Dél-Franciaországot és a trubadúrok pártfogói vagyonukat vesztették.
A trubadúrok költészete főképp dalokból (cazno, chanson, canzone) állott, amelyben a költő szíve hölgye iránti hódolatát, szerelmét adta elő. A hódolat tárgya előkelő férjezett hölgy, akinek szépsége mellett rendszerint tudását és udvari finomságát dicsérték. A lovag felajánlja szolgálatait a hölgynek, és feltétlen hűséggel tartozik neki; a hölgy nem tartozik a lovagnak viszonzással, de nagylelkűségből megjutalmazhatja.
A trubadúrköltészet mintájára szintén trubadúrnak nevezik a modern tánczenében a szerelmi témájú, főként spanyol nyelvű balladákat (maga a ballada szó is az okcitán balar ’táncolni’ igéből származik); e műfaj egyik jeles képviselője a világhírű spanyol énekes, Julio Iglesias, akit „spanyol trubadúr”-nak is neveznek.